# Fukuivenator
Fukuivenator („lovec z prefektury Fukui“) byl rod teropodního (dravého) dinosaura, žijícího v období spodní křídy (geologické věky barrem až apt, asi před 127 až 115 miliony let) na území zmíněné provincie v Japonsku (souvrství Kitadani).

## Historie
V roce 2007 byly objeveny fosilie dinosaura, představující na 160 fragmentů, roztroušených na ploše 50 x 50 cm. Z nich paleontologové složili do značné míry kompletní kostru menšího célurosaurního teropoda o délce asi 245 cm a odhadované živé hmotnosti kolem 25 kilogramů. V roce 2022 byla publikovánha odborná práce, podle které je tento dinosaurus nepochybně zástupcem kladu Maniraptora a velmi pravděpodobně je bazálním zástupcem kladu Therizinosauroidea.

## Význam
V současnosti jde o nejkompletnější kostru neptačího teropoda, objevenou v Japonsku. Tento dinosaurus měl heterodontní chrup, což naznačuje, že mohl mít pestřejší jídelníček a kromě masa z obratlovců dokázal možná pojídat i rostlinnou stravu. Holotyp s katalogovým označením FPDM-V8461 představuje poměrně kompletní kostru i s lebkou. Dinosaurus byl vědecky popsán týmem paleontologů v roce 2016. 
Jeho příbuzenské vztahy nejsou zcela vyjasněné, pravděpodobně jde ale o vývojově primitivnějšího zástupce skupiny Maniraptoriformes. Blízce příbuzným rodem by mohl být čínský Migmanychion.